# Opération Livery
Théâtre d'Asie du Sud-Est de la Guerre du Pacifique
Batailles
- Opération Cockpit
- Opération Transom
- Opération Matterhorn (Pelembang - Kuala Lumpur)
- Bombardements de Bangkok (1942-45)
- Bombardements de Singapour (1944-45)
- Opération Crimson
- Opération Banquet (Padang)
- Opération Light
- Opération Millet
- Opération Outflank (Robson - Lentil - Meridian)
- Opération Sunfish
- Opération Bishop
- Opération Balsam
- Opération Collie
- Opération Livery

L'opération Livery était une série de frappes aéronavales britanniques sur la Malaisie du nord occupée par le Japon  et des missions de couverture aérienne pour les opérations de déminage en juillet 1945 pendant la Seconde Guerre mondiale. Il a été réalisé par les 4e et 7e flottille de déminage, au large de l' île de Ko Phuket, en Thaïlande. Ce fut la dernière action de l'Eastern Fleet pendant la guerre.

## Ordre de bataille

### Avions
- 804 Naval Air Squadron (en) : 24 chasseurs Grumman F6F Hellcat
- 808 Naval Air Squadron (en) : 24 chasseurs Hellcats Grumman F6F
- 1700 Naval Air Squadron : 1 hydravion Supermarine Walrus

### Navires
La flotte de la Force 63, commandé par le vice-amiral Arthur Power, a quitté Trincomalee le 19 juillet 1945. Elle été composée de :
- Les porte-avions d'escorte HMS Ameer et HMS Empress,
- Le cuirassé HMS Nelson,
- Le croiseur lourd HMS Sussex,
- Les destroyers HMS Paladin, HMS Racehorse, HMS Raider et HMS Rotherham,
- La 7e flottille de déminage : les dragueurs de mines  Pincher, Plucky, Rifleman, Squirrel et Vestal ; et les danlayers (en) indiens Deccan et Punjab

## Actions
Les avions des deux porte-avions devaient attaquer des cibles japonaises à partir du 24 juillet dans le nord de la Malaisie et le sud de la Thaïlande (spécifiquement l'île de Ko Phuket) tout en couvrant également les opérations de déminage des 4e et 7e flottilles de déminage dans le détroit de Malacca. Cela visait également à donner aux forces japonaises l'impression que des débarquements allaient avoir lieu.
Pendant l'opération, le dragueur de mines Squirrel a frappé une mine et a dû être sabordé par les tirs d'autres navires. À un moment donné, une mine a été repérée par le HMS Empress et prise sous le feu des armes légères jusqu'à ce que d'autres navires puissent la détruire. Trois avions japonais ont attaqué le croiseur HMS Sussex, qui en a détruit deux et contraint le dernier à battre en retraite.
Le 26 juillet, un kamikaze Mitsubishi Ki-51 a attaqué le HMS Ameer dans le golfe du Bengale, mais a été abattu par des tirs anti-aériens et s'est écrasé en mer à 500 mètres du navire. Un autre kamikaze a frappé le dragueur de mines HMS Vestal, le forçant à être sabordé.
Du 24 au 27 juillet, Les Grumman F6F Hellcat ont effectué plus de 150 sorties sur l'Isthme de Kra, détruisant plus de 30 avions japonais au sol tout en endommageant les liaisons ferroviaires et routières, ainsi que des petits navires
Les navires de la Force 63 ont quitté la zone opérationnelle dans l'après-midi du 26 juillet et sont revenus à Trincomalee, où ils ont atteint le 29 juillet. Les dragueurs de mines ont balayé 24 mines flottantes et ont perdu deux navires. L'aviation embarqué a détruit 30 avions japonais pour la perte d'un seul Hellcat.